# Taeniotes pulverulentus
Taeniotes pulverulentus es una especie de escarabajo longicornio del género Taeniotes, tribu Monochamini, subfamilia Lamiinae. Fue descrita científicamente por Olivier en 1790.
El período de vuelo ocurre durante todos los meses del año.

## Descripción
Mide 15-33 milímetros de longitud.

## Distribución
Se distribuye por Argentina, Bolivia, Brasil, Colombia, Costa Rica, Ecuador, Guyana, Guayana Francesa, Paraguay, Perú y Surinam.